# Phaonia atriceps
Phaonia atriceps är en tvåvingeart som först beskrevs av Friedrich Hermann Loew 1858.  Phaonia atriceps ingår i släktet Phaonia och familjen husflugor. Arten är reproducerande i Sverige. Inga underarter finns listade i Catalogue of Life.

## Bildgalleri

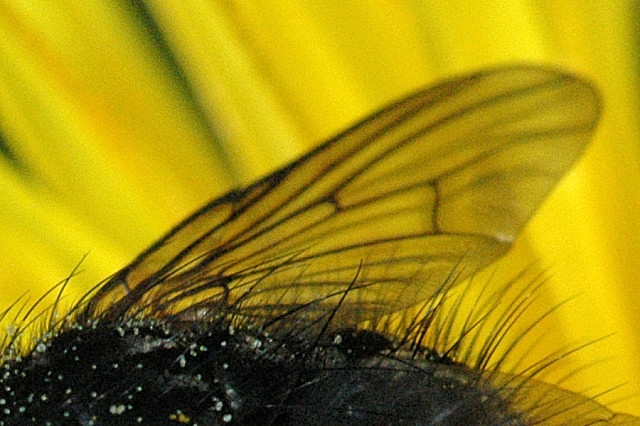